# Kinnegad
Kinnegad (in irlandese: Cionn Átha Gad) è una cittadina nella contea di Westmeath, in Irlanda.